# تپه قلعه رستم
تپه قلعه رستم مربوط به دوران پیش از تاریخ ایران باستان است و در شهرستان خانمیرزا و روستای سیله واقع شده است. این اثر در تاریخ ۲۴ فروردین ۱۳۸۲ با شمارهٔ ثبت ۸۲۴۶ به‌عنوان یکی از آثار ملی ایران به ثبت رسیده است.